# 棕翅鵟鹰
棕翅鵟鹰（学名：Butastur liventer）为鹰科鵟鹰属的鸟类。主要生活于平原或丘陵的落叶林。该物种的模式产地在印度尼西亚。

## 保护
- 中国国家重点保护动物等级：二级